# Droga wojewódzka 307
Die Droga wojewódzka 307 (DW 307) ist eine 52 Kilometer lange Droga wojewódzka (Woiwodschaftsstraße) in der polnischen Woiwodschaft Großpolen, die Poznań mit Bukowiec verbindet. Die Strecke liegt in der kreisfreien Stadt Poznań, im Powiat Poznański und im Powiat Nowotomyski.

## Streckenverlauf
Woiwodschaft Großpolen, Kreisfreie Stadt Poznań
-  Poznań (Posen) (A 2, S 5, DK 5, DK 92, DW 184, DW 194, DW 196, DW 430, DW 433)

Woiwodschaft Großpolen, Powiat Poznański
-  Przeźmierowo (DK 92, DW 184)
- Wysogotowo
- Zakrzewo (Sassenheim) (S 11)
- Sierosław
- Więckowice
- Kalwy (Talfelde)
- Niepruszewo (Niepruschewo)
-  Buk (Buk) (A 2, DW 306)

Woiwodschaft Großpolen, Powiat Nowotomyski
- Wojnowice (Kriegerau)
- Opalenica (Opalenitza)
- Porażyn (Eichenhorst)
-  Bukowiec (Buckwitz) (DW 308)